# ۳۱ تیر
۳۱ تیر - صد و بیست و چهارمین روز سال در گاه‌شماری خورشیدی است. به پایان سال ۲۴۱ روز (۲۴۲ روز در سال کبیسه) باقی‌است.

## رویدادها
- ۱۳۱۴ - بخشنامه تعمیم ساعت محلی تهران به تمام نقاط ایران و یکسان سازی ساعت رسمی در سراسر کشور صادر شد
- ۱۳۳۱ - تشکیل دولت دوم محمد مصدق
- ۱۳۵۳ - پایان همایش اقتصادی ۱۳۵۳ گاجره
- ۱۳۶۷ - بمباران شیمیایی روستای زرده و روستای نساردیره سفلی توسط ارتش عراق[۱]
- ۱۳۸۶ - رقابت ۳۱ تیر ۱۳۸۶ تیم ملی فوتبال ایران با تیم ملی فوتبال کره جنوبی در جام ملت‌های آسیا ۲۰۰۷
- ۱۳۹۷ - زمین‌لرزه تیر ۱۳۹۷ تازه‌آباد کرمانشاه
- ۱۴۰۱ - سیل ۳۱ تیر ۱۴۰۱ استهبان استان فارس

## زادروزها
- ۱۳۵۰ - خسرو سینا، نویسنده و کارگردان
- ۱۳۵۱ - علی ابوالحسنی، بازیگر و مجری
- ۱۳۵۲ - لیلی رشیدی، بازیگر
- ۱۳۵۴ - سام درخشانی، بازیگر

## درگذشت‌ها
- ۱۳۵۷ - ملاعلی معصومی همدانی، مجتهد
- ۱۳۷۱ - حمیدرضا پهلوی، از فرزندان رضاشاه و عصمت دولتشاهی
- ۱۳۸۷ - ابوطالب طالبی، کشتی‌گیر
- ۱۳۸۹ - کورش فرزامی، معمار
- ۱۳۹۰ - لیلا اسفندیاری، کوهنورد
- ۱۳۹۴ - محمد فرض‌پور ماچیانی، نماینده حوزه انتخابیه آستارا در دوره سوم مجلس شورای اسلامی